# Edna May Oliver
Edna May Oliver (Malden, Massachusetts, 1883. november 9. – Malibu, Kalifornia, 1942. november 9.) amerikai színésznő, akit 1939-ben a John Ford rendezte Dobok a Mohawk mentén című történelmi kalandfilmben nyújtott alakításáért a legjobb női mellékszereplő kategóriában Oscar-díjra jelöltek. A filmben Mrs. McKlennart, egy gazdag katonaözvegyet játszott.

## Élete
A színésznő Edna May Nutter néven született, felmenői között volt John Adams és John Quincy Adams amerikai elnökök. Tizennégy évesen otthagyta az iskolát, hogy színpadi színésznő lehessen.

## Pályafutása
Első színházi sikere 1917-ben volt a Broadwayn Jerome Kern egyik musicaljében. Legnagyobb sikerét 1927-ben aratta ugyancsak Kern Úszó színház - A  Revü hajó (Show Boat) című musicaljében, amiben a hajóskapitány feleségét játszotta. 1932-ben újra elvállalta a szerepet, de az 1936-os filmben nem vállalta a szerepet, mivel inkább Norma Shearer Júliájának Dadáját játszotta el George Cukor Romeó és Julia című Shakespeare-adaptációjában.
Oliver 1923-ban debütált filmben, több némafilmben pedig Richard Dix volt a partnere. (A színésznő több, ekkoriban készült filmje elveszett). Első nagyobb sikereit 1930-tól aratta, amikor is Bert Wheeler és Robert Woolsey komikus duó partnere volt több vígjátékban. 1931-től már főszerepeket kapott, amik közül kiemelkedik az a három krimi-vígjáték, amiben Hildegarde Withers vénkisasszony magánnyomozót játszotta. 1935-ben elhagyta az RKO Pictures filmstúdiót és szerződést kötött a Metro-Goldwyn-Mayer stúdióval, ahol a stúdióvezetők már másokkal akarták elkészíteni ezt a filmsorozatot. Ehelyett két jelentősebb mellékszerepet kapott a nagy sikerű Copperfield Dávid (David Copperfield, 1935) és a Két város meséje (A Tale of Two Cities, 1935) című Dickens-adaptációkban. Ettől kezdve a színésznő nagynéniket, idősebb asszonyokat és özvegyeket játszott. 1939-ben Oscar-díj jelölése mellett szerepet kapott Fred Astaire és Ginger Rogers partnereként a Tánc a föld körül (The Story of Vernon and Irene Castle) musicalben, valamint a Szívek muzsikája (Second Fiddle) című zenés vígjátékban. Egy évvel később Laurence Olivier Mr. Darcyjának nagynénje volt a Büszkeség és balítélet (Pride and Prejudice, 1940) egyik filmváltozatában, utolsó filmje pedig az 1941-es Lydia című romantikus filmdrámában volt a címszereplő Merle Oberon nagynénjeként.

## Halála
A színésznő 59. születésnapján hunyt el rövid ideig tartó bélbetegség után.

## Emlékezete
1960-ban emlékezetes filmszerepeinek köszönhetően posztumusz csillagot kapott a Hollywood Walk of Fame-en.

## További információ
- Edna May Oliver a PORT.hu-n (magyarul)
- Edna May Oliver az Internetes Szinkronadatbázisban (magyarul)
- Edna May Oliver az Internet Movie Database-ben (angolul)
- Edna May Oliver a Rotten Tomatoeson (angolul)